# A helyettesítő tanár (televíziós sorozat, 2019)
A helyettesítő tanár (eredeti cím: The Substitute) 2019 és 2021 között vetített amerikai reality sorozat.
A reality producerei Eli Holzman és Aaron Saidmank. A sorozat a The Intellectual Property Corporation gyártásában készült, forgalmazója a Nickelodeon.
Amerikában 2019. április 1-től volt látható a Nickelodeon-on. Magyarországon is a Nickelodeon mutatta be 2020. szeptember 26-án.

## Cselekmény
A sorozat lényege, hogy híres emberek ellátogatnak iskolákba és helyettesítő tanárnak álcázva meglepik a gyerekeket. És minden iskolának, amelyiket meglátogatnak 25 ezer dollárt adományoznak.

## Szereplők
| Színész        | Magyar hang        |
| -------------- | ------------------ |
| Jace Norman    | Pál Dániel Máté    |
| Cooper Barnes  | Széles Tamás       |
| Kel Mitchell   | Hamvas Dániel      |
| JoJo Siwa      | Jelinek Éva        |
| Raini Rodrigez | Laudon Andrea      |
| Rico Rodrigez  | Czető Roland       |
| John Cena      | Bognár Tamás       |
| Brie Bella     | Bogdányi Titanilla |
| Asher Angel    | Nikas Dániel       |
| Niki Bella     | Kelemen Kata       |
| Shaun White    | Szabó Máté         |
| Ne-Yo          | Hevér Gábor        |
| Lilly Singh    | Tamási Nikolett    |
| Johnny Orlando | Nagy Gereben       |

- További szereplők: Mezei Kitty (Narrátor), Maszlag Bálint, Kobela Kira, Orosz Anna, Holl Nándor

### Magyar változat
- Magyar szöveg: Niklosz Kriszta, Bogdán László
- Hangmérnök és Vágó: Schuták László
- Gyártásvezető: Újréti Zsuzsa
- Szinkronrendező: Földi Levente
- Produkciós vezető: Koleszár Emőke

A szinkront az SDI Media Hungary készítette.

## Epizódok

### Évados áttekintés
| Évad | Évad | Epizód | Eredeti sugárzás  | Eredeti sugárzás  | Eredeti adó         | Magyar sugárzás      | Magyar sugárzás     | Magyar adó | Magyar sugárzás   | Magyar sugárzás  | Magyar adó |
| Évad | Évad | Epizód | Évadpremier       | Évadfinálé        | Eredeti adó         | Évadpremier          | Évadfinálé          | Magyar adó | Évadpremier       | Évadfinálé       | Magyar adó |
| ---- | ---- | ------ | ----------------- | ----------------- | ------------------- | -------------------- | ------------------- | ---------- | ----------------- | ---------------- | ---------- |
|      | 1    | 13     | 2019. április 1.  | 2020. május 9.    |                     | 2020. szeptember 26. | 2020. november 7.   |            | 2022. március 21. | 2022. április 6. |            |
|      | 2    | 12     | 2020. október 31. | 2021. február 25. | 2021. augusztus 23. | 2021. szeptember 8.  | 2022. augusztus 29. | TBA        |                   |                  |            |

### 1. évad (2019-2020)
| #   | #   | Eredeti cím            | Magyar cím              | Eredeti premier    | Magyar premier (Nickelodeon) | Magyar premier (TeenNick) |
| --- | --- | ---------------------- | ----------------------- | ------------------ | ---------------------------- | ------------------------- |
| 1.  | 1.  | Jace Norman            | Jace Norman             | 2019. április 1.   | 2020. szeptember 26.         | 2022. március 21.         |
| 2.  | 2.  | Lilly Singh            | Lilly Singh             | 2019. május 28.    | 2020. szeptember 27.         | 2022. március 22.         |
| 3.  | 3.  | John Cena              | John Cena               | 2019. október 3.   | 2020. október 3.             | 2022. március 23.         |
| 4.  | 4.  | Ne-Yo                  | Ne-Yo                   | 2019. november 30. | 2020. október 4.             | 2022. március 24.         |
| 5.  | 5.  | The Bella Twins        | Bella-ikrek             | 2020. január 31.   | 2020. október 25.            | 2022. április 1.          |
| 6.  | 6.  | Rico & Raini Rodriguez | Rico & Raini Rodriguez  | 2020. február 7.   | 2020. október 11.            | 2022. március 28.         |
| 7.  | 7.  | Asher Angel            | Asher Angel             | 2020. február 8.   | 2020. október 17.            | 2022. március 29.         |
| 8.  | 8.  | Shaun White            | Shaun White             | 2020. február 15.  | 2020. október 18.            | 2022. március 30.         |
| 9.  | 9.  | JoJo Siwa              | JoJo Siwa               | 2020. február 22.  | 2020. október 10.            | 2022. március 25.         |
| 10. | 10. | Johnny Orlando         | Johnny Orlando          | 2020. március 7.   | 2020. november 1.            | 2022. április 5.          |
| 11. | 11. | Cooper Barnes          | Cooper Barnes           | 2020. március 14.  | 2020. október 24.            | 2022. március 31.         |
| 12. | 12. | Kel Mitchell           | Kel Mitchell            | 2020. március 28.  | 2020. október 31.            | 2022. április 4.          |
| 13. | 13. | Top 10 Wildest Pranks  | A 10 legdurvább átverés | 2020. május 9.     | 2020. november 7.            | 2022. április 6.          |

### 2. évad (2020-2021)
| #   | #   | Eredeti cím      | Magyar cím              | Eredeti premier    | Magyar premier (Nickelodeon) | Magyar premier (TeenNick) |
| --- | --- | ---------------- | ----------------------- | ------------------ | ---------------------------- | ------------------------- |
| 14. | 1.  | Baby Ariel       | Baby Ariel              | 2020. október 31.  | TBA                          | 2022. augusztus 30.       |
| 15. | 2.  | Chloe Kim        | Chloe Kim               | 2020. november 7.  | 2021. augusztus 23.          | 2022. augusztus 29.       |
| 16. | 3.  | Chris Paul       | Chris Paul              | 2020. november 14. | 2021. augusztus 24.          | 2022. augusztus 31.       |
| 17. | 4.  | Gabriel Iglesias | Gabriel Iglesias        | 2020. december 10. | 2021. szeptember 1.          | TBA                       |
| 18. | 5.  | The Miz          | Michael Gregory Mizanin | 2021. január 7.    | 2021. augusztus 26.          | 2022. szeptember 2.       |
| 19. | 6.  | DeAndre Jordan   | DeAndre Jordan          | 2021. január 14.   | 2021. augusztus 30.          | 2022. szeptember 5.       |
| 20. | 7.  | Peyton List      | TBA                     | 2021. január 21.   | 2021. augusztus 25.          | 2022. szeptember 1.       |
| 21. | 8.  | Zedd             | Anton Zaslavski         | 2021. január 28.   | 2021. augusztus 31.          | 2022. szeptember 6.       |
| 22. | 9.  | Lele Pons        | Lele Pons               | 2021. február 4.   | 2021. szeptember 6.          | 2022. szeptember 8.       |
| 23. | 10. | Why Don't We     | Zach Herron             | 2021. február 11.  | 2021. szeptember 2.          | 2022. szeptember 7.       |
| 24. | 11. | Ty Dolla $ign    | Ty Dolla $ign           | 2021. február 18.  | 2021. szeptember 8.          | 2022. szeptember 12.      |
| 25. | 12. | Juanpa Zurita    | Juanpa Zurita           | 2021. február 25.  | 2021. szeptember 7.          | 2022. szeptember 9.       |

## Gyártás
2019. február 14-én bejelentették, hogy A helyettesítő tanár része lesz Nickelodeon 2019-es programjának. A sorozat producerei a The Intellectual Property Corporation, Eli Holzman és Aaron Saidman lesznek, Mike Harney, pedig a showrunner lesz. 2019. március 20-án bejelentették, hogy a sorozat premierje 2019. április 1-jén lesz, Jace Norman vendégszereplésével. 2019. május 6-án bejelentették, hogy Lilly Singh is szerepelni fog az egyik részben. 2019. augusztus 28-án bejelentették, hogy Nickelodeon berendelt 10 részt októberi premierre. 2019. szeptember 18-án John Cena is vendégszereplő lesz. 2019. november 15-én kiderült, hogy Ne-Yo is szerepelni fog.
2020. január 17-én kiderült, hogy Brie és Nikki Bella is vendégszerepelnek egy epizódban. Kiderült az is, hogy további vendégsztárok a következők lesznek Rico és Raini Rodriguez, Asher Angel, Shaun White, JoJo Siwa, Johnny Orlando, Kel Mitchell és Cooper Barnes.